# やっぱり、お前が死ねばいい。

## 解説
- strange world's endのセカンドアルバムである。
- 全国流通のCDとしては2014年のファーストアルバム『君が死んでも、世界は別に変わらない。』以来である。

## 収録曲

### CD
1. 敗北
2. 接触
3. 無知の感染
4. カレイドスコープ
5. 残念
6. 喪失
7. 終了
8. コロニー
9. 発狂の渦
10. 灰
11. フロンティア